# 洪祥镇
洪祥镇，是中华人民共和国甘肃省武威市凉州区下辖的一个乡镇级行政单位。

## 行政区划
洪祥镇下辖以下地区：
刘家沟村、洪祥村、天泉村、新泉村、陈儿村、果园村、陈家沟村和陈春村。